# 汪海洋
汪海洋（1830年—1866年），安徽全椒人，太平天国后期重要将领，封“康王”。
1857年汪海洋跟隨翼王石達開出走，1860年與彭大順等人帶領部下從廣西脫離石達開，次年在江西會合太平軍李秀成部。汪海洋隨李秀成進軍浙江，以戰功封康王。
1863年击败清军蒋益澧部，次年杭州失陷，清軍陸續收復浙江失地，汪海洋在1864年被逼率軍離開浙江，轉戰江西，受侍王李世賢管轄。同年天京失守，汪海洋其後隨李世賢入福建，次年5月李世賢大軍潰敗，汪海洋部退至廣東鎮平（今蕉嶺縣）。李世賢在兵敗後削髮匿藏，8月到達鎮平投靠汪海洋。汪海洋害怕被李世賢治罪，在8月23日殺害李世賢。汪海洋打算北上與捻軍會師，在江西為清軍所阻，被逼折返廣東。1865年12月，汪海洋攻佔廣東嘉應州（今梅州市）。左宗棠聞訊抵福建平和，调派康国器、王德榜、刘典、高连升、鲍超、黄少春各清將四万人，在二万餘粤军支援下，四面包围嘉应州。1866年1月28日，汪海洋在戰場反击清军时中弹受伤，2月1日身亡，年三十六岁。餘部由谭体元统领，弃嘉应州往南奔逃。